# Puerta del Sol (Toledo)
Puerta del Sol er en byport i byen Toledo i Spanien, opført i slutningen af 14. århundrede af Johanniterordenen.
Udsmykningen over indgangsporten forestiller ordinationen af Toledos skytshelgen, visigotiske Ildefonsus. Byporten er navngivet efter solen og månen, der desuden engang stod malet på hver side af medaljonen over indgangshullet.

## Beliggenhed
Byporten ligger i den nordøstlige del af Toledo og giver adgang til calle Carretas. Et par hundrede meter fra porten findes Sankt Arrabal-kirken samt den gamle moské Bab al-Mardum, bedre kendt under navnet "Cristo de la Luz-moskeen".

## Arkitektur
Puerta del Sol er bygget i det 14. århundrede og er et sjældent eksempel på militær maurisk arkitektur, ligesom Ciudad Real-porten.
Bygningen består af en port, et firkantet tårn (til højre) og et halvrundt tårn (til venstre).
Indgangsporten er bygget i sten der er samlet i en stor halvrund bue. Den øverste del af porthullet, som består af mursten er identisk med den, der pryder den vestlige portal af Santiago del Arrabal-kirken. Bygningen toppes med brystværn i almohadisk stil.
39°51′40″N 4°01′26″V / 39.8611°N 4.024°V